# María Eugenia Vidal
María Eugenia Vidal (Buenos Aires, 8 de septiembre de 1973) es una política y politóloga argentina, perteneciente al partido Propuesta Republicana (PRO). Se desempeñó como vicejefa de Gobierno de la Ciudad Autónoma de Buenos Aires durante el segundo mandato de Mauricio Macri (2011-2015) y gobernadora de la provincia de Buenos Aires (2015-2019), fue la primera mujer de la historia bonaerense en ejercer ese cargo. Actualmente se desempeña como diputada nacional por la Ciudad Autónoma de Buenos Aires.
Estudió ciencias políticas y relaciones internacionales en la Universidad Católica Argentina. En sus inicios coordinó el área social del think tank Grupo Sophia y participó en la Fundación Creer y Crecer. Trabajó en la Administración Nacional de la Seguridad Social (ANSES), en los ministerios de Desarrollo Social de la Nación, Relaciones Exteriores y Culto y en el PAMI. En diciembre de 2003 asumió como directora de la Comisión de Mujer, Infancia, Adolescencia y Juventud de la Legislatura de la Ciudad de Buenos Aires.
Fue elegida legisladora de la Ciudad Autónoma de Buenos Aires en 2007. Renunció para ocupar el cargo de ministra de Desarrollo Social en el primer período de Mauricio Macri como jefe de Gobierno. En 2011 fue elegida por Macri como compañera de fórmula para su reelección al frente del gobierno porteño y asumió como vicejefa de Gobierno el 9 de diciembre de 2011.
En 2013 comenzó a recorrer la provincia de Buenos Aires con el objetivo de posicionarse como candidata a la gobernación por el PRO, en apoyo a la postulación presidencial de Mauricio Macri en las elecciones de 2015.
Fue finalmente la candidata de la coalición Cambiemos a la gobernación bonaerense en los comicios de 2015. El 25 de octubre de ese año resultó electa con el 39,42 % de los votos. Asumió el cargo el 10 de diciembre, convirtiéndose en la primera mujer en ocupar la gobernación y en la primera dirigente no vinculada al peronismo en acceder al puesto tras 28 años de administraciones peronistas. Su mandato concluyó el 11 de diciembre de 2019, cuando fue sucedida por Axel Kicillof.  
En 2021 fue electa diputada nacional por la Ciudad Autónoma de Buenos Aires para el período 2021-2025, encabezando la lista de Juntos por el Cambio.

## Biografía

### Primeros años
Nació en 1973 y creció en el barrio porteño de Flores. En su adolescencia fue parte del guidismo. Estudió Ciencias Políticas en la Universidad Católica Argentina, especializada en Relaciones Internacionales. En diciembre de 1998 se casó con Ramiro Tagliaferro, su compañero de universidad, con quien tuvo tres hijos.
Participó en la Fundación Creer y Crecer y en el Grupo Sophia think tank fundado por Horacio Rodríguez Larreta, coordinando el área de desarrollo social. Durante el gobierno de Fernando de la Rúa, formó parte del Grupo Sophia. Vidal también trabajó en la Administración Nacional de la Seguridad Social (ANSES), en los ministerios de Desarrollo Social de la Nación y Relaciones Exteriores y Culto, y en 2000 fue asignada como asesora en Recursos Humanos en el PAMI. Según la carta escrita por el doctor René Favaloro previa a su suicidio, este conocía que había pedidos de retornos para cobrar una vieja deuda que el PAMI tenía con la Fundación Favaloro, y según algunos medios, estos pedidos fueron en la época en que Rodríguez Larreta era interventor y la respuesta a la negativa fue "vamos a ver con que le pagas ahora a tus acreedores".
En 2002 conoció a Mauricio Macri y el Grupo Sophia comenzó a trabajar conjuntamente con él. Al año siguiente asumió como directora de la Comisión de Mujer, Infancia, Adolescencia y Juventud de la Legislatura de la Ciudad de Buenos Aires. También coordinó investigaciones y trabajos de campo y realizó el monitoreo y la evaluación de los programas sociales de la Ciudad. En 2005 ocupó el quinto lugar en la lista de Propuesta Republicana (PRO) para la Cámara de Diputados de la provincia de Buenos Aires, pero no resultó elegida.

## Gobierno de la Ciudad Autónoma de Buenos Aires

### Ministra de Desarrollo Social
En diciembre de 2007 asume como legisladora porteña, función que ejerció durante seis meses hasta que el jefe de Gobierno Mauricio Macri la designó como ministra de Desarrollo Social del Gobierno de la Ciudad de Buenos Aires, cargo que en los primeros meses de su gestión ocupó en forma interina Esteban Bullrich ya que Vidal se encontraba en licencia por maternidad.
Durante su mandato se duplicó la cantidad de gente que vivía en la calle. El conteo llevado a cabo en 2006 había 793 personas en esa situación y en 2009, 1400, lo que implica un aumento del 75 por ciento. Diferentes partidos opositores, periodistas, vecinos y personas sin techo denunciaron la existencia de grupos de choque destinados a amedrentar a personas sin hogar para expulsarlas de CABA, mediante el método de ejercer violencia física y verbal contra indigentes y sustraerles sus pertenencias. Se abrieron alrededor de veinte Centros de Primera Infancia. Durante su gestión se produjo un aumento de la mortalidad infantil en la ciudad, desde 6,5 por cada mil niños nacidos en 2007 a 6,6 en 2010, hasta 8,9 por mil en 2014, la mortalidad venía en bajada desde 2004 en adelante hasta que la tendencia se revirtió, desde 2007, la brecha de la mortalidad infantil entre el norte y el sur aumentó de un 64% al 84%. Un informe de la Auditoría General de la Ciudad (AGCBA) adevertia la falta de recursos humanos en distintas áreas no permite realizar las tareas de promoción ni cuidado adecuado de la salud de esta población.
En diciembre de 2010, alrededor de seis mil vecinos de asentamientos precarios ocuparon el Parque Indoamericano. Sin llegar a un acuerdo, se ordenó el desalojo del predio y la toma finalizó días después con el saldo de tres personas muertas y con la promesa de viviendas sociales, algo que según el diario La Nación a un año después, no se cumplió salvo con los familiares de dos de los muertos. Meses después se realizó una nueva toma en el Parque Avellaneda, ocupando viviendas sociales destinadas a familias de los asentamientos en la orilla del Riachuelo. La toma terminó con la intervención de la Policía Federal. En las investigaciones por la toma, el juez porteño Roberto Gallardo estimó que «existen elementos documentales para vincular a funcionarios intermedios de la Ciudad de Buenos Aires con los líderes de las tomas de predios». Según el escrito esa red se financiaba a través de contactos de punteros políticos del PRO que dependen del Ministerio de Desarrollo Económico de la Ciudad.
Meses antes de terminar su mandato, Macri dijo sobre Vidal en una visita a la Villa 31: «es la mejor ministra que tengo». Durante su gestión, al revés de los registros en el país, la mortalidad infantil creció en la Ciudad y en toda la gestión desde 2007, la brecha de la mortalidad infantil entre el norte y el sur aumentó de un 64% al 84%.
En 2009, trabajadores del Consejo de los Derechos de Niños, Niñas y Adolescentes de la ciudad, dependiente de su ministerio, realizaron junto a ATE y legisladores opositores una publicación en la que denunciaban un vaciamiento en el área de infancia, que contaba con «presupuestos subejecutados». El texto, presentado en la Legislatura Porteña, advertía que «en seis meses el rubro veredas y asfalto alcanzó el 49 % mientras que otros rubros, como Desarrollo Social, muestran un alarmante nivel de ejecución del 8,5 por ciento» y el programa otorgador de subsidios Ciudadanía Porteña tenía una subejecución del 39%. Según los denunciantes, el sistema de protección integral de los derechos de los niños había iniciado «un franco retroceso desde el mes de diciembre de 2007». Declararon que el gobierno se desentendía de las responsabilidades que le imponía la ley y que también se violaba la ley de Salud Mental, ya que se suponía que el gobierno no implementaba políticas que no fueran el encierro de personas que necesitaban de un tratamiento psiquiátrico. La asesora general tutelar Laura Musa, presentó a su vez un habeas corpus y una cautelar en la justicia penal contravencional por un caso de ocho niños que continuaron internados en hospitales o hogares psiquiátricos todavía después de recibir el alta. Al respecto, dijo «resulta intolerable para la democracia sustantiva que la única respuesta del Estado sea la psiquiatrización de la pobreza».

A finales de ese año, se había duplicado desde el 2006 la cantidad de habitantes sin techo viviendo en las calles en la Ciudad de Buenos Aires. Al respecto culpó a la Nación y a las migraciones internas. Sin embargo en el área de política habitacional, la ejecución cayó de casi el 87 % en 2007 a menos del 20 % en 2010. Contando con programas con un 0 % de ejecución, y varios con porcentajes menores al 15%. Desde su puesto como ministra logró que tanto la pareja de su hermano como su suegra obtuvieran un puesto en el Estado. Su cuñada consiguió un nombramiento en el Ministerio Tutelar del GCBA en 2014. El 26 de junio del año siguiente y de cara a las PASO, la cuñada de Vidal fue seleccionada como Delegada del TSJ para las Elecciones año 2015. En tanto otro de sus familiares en el año 2015 fue nombrada por Carolina Stanley, íntima amiga de Vidal, como psicóloga del gobierno de la Ciudad para el ministerio de Desarrollo Social a su cargo.
Como vicejefa de Gobierno se vio envuelta en una controversia cuando se filtró a la prensa que Ramiro Tagliaferro, candidato a intendente, fue beneficiado con contratos del gobierno porteño por casi medio millón de pesos cuando su esposa, Vidal, ya era vicejefa. Vidal manejaba en becas escolares y subsidios unos $ 80.000 mensuales provenientes de la Cámara de Diputados de la Provincia de Buenos Aires. Sus excolaboradores lo acusan de utilizarlas para un clientelismo inescrupuloso a cambio de votos. Tagliaferro también sería beneficiado desde el Gobierno de la Ciudad y del Ministerio de Desarrollo Social de la Ciudad a cargo de su esposa. Según el informe, Tagliaferro mantiene un oneroso staff de operadores políticos, diseñadores web, asesores, amigos y punteros. En concepto de becas, Tagliaferro recibió desde 2007 a 2011 $3.840.000 destinados a su equipo. En octubre de 2015, el periodista Roberto Navarro dio a conocer una lista de actos de supuestos hechos de corrupción del Gobierno de la Ciudad de Buenos Aires. Entre ellas, que la entonces vicejefa del gobierno porteño María Eugenia Vidal contrató en forma directa a la consultora Poliarquía, de la que su entonces esposo —Ramiro Tagliaferro— era uno de los directores. Por contratación directa, Vidal emitió dos cheques a nombre de Poliarquía pagados por el Gobierno de la Ciudad. Uno por $ 200.000 y otro por $ 240.000 para la realización de encuestas indefinidas.
La Auditoría General de la Ciudad publicó un informe en el que señalan que tres obras destinadas a evitar inundaciones se encontraban paradas, en algunos casos desde tres años antes. Se trata de las obras de los arroyos Vega y Medrano (Belgrano), el Erézcano y el Ochoa (Pompeya). La primera (Vega y Medrano), en la zona de Belgrano estaba en etapa de preadjudicación desde mayo de 2009. La segunda está en manos de la constructora de un sobrino de Mauricio Macri. En la tercera, la gestión PRO le adelantó a la empresa la suma de doce millones de pesos. El dinero había sido entregado cuatro años antes pero finalmente la empresa no realizó la obra. El adelanto nunca fue devuelto.

### Vicejefa de Gobierno

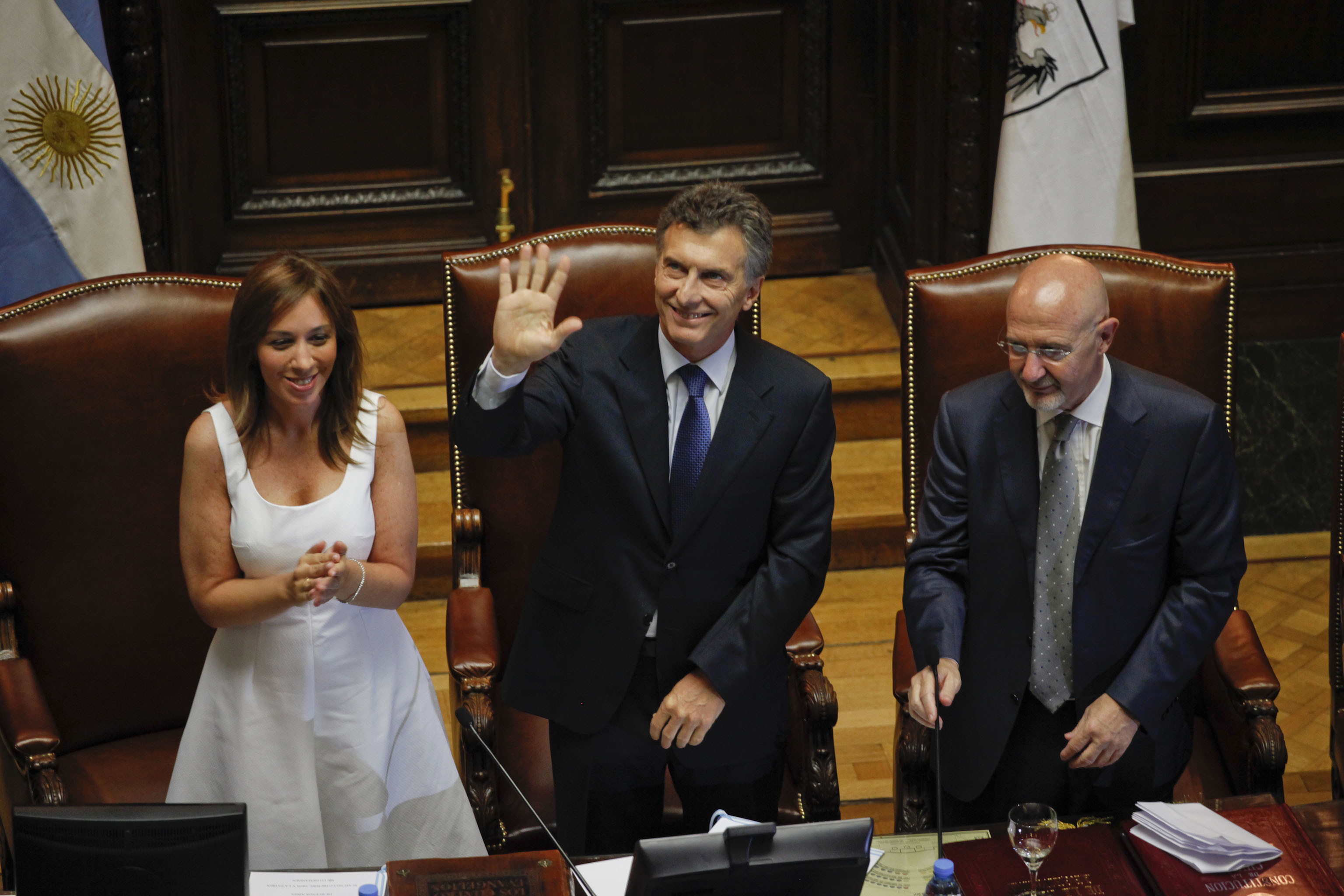
Mauricio Macri y María Eugenia Vidal juran ante la Legislatura porteña el 9 de diciembre de 2011

En 2011 integró la fórmula del PRO junto a Mauricio Macri, en la cual el jefe de Gobierno obtuvo su reelección. La fórmula logró un 64,2 % de los votos en la segunda vuelta (ya que en la primera la fórmula no alcanzó la mayoría absoluta mayor al 50 %) sobre la fórmula del Frente para la Victoria encabezada por Daniel Filmus y Carlos Tomada. Asumió su cargo de vicejefa de Gobierno de la Ciudad de Buenos Aires el 10 de diciembre de 2011.
En paralelo se denunció que la campaña de Macri y Vidal había sido financiada con fondos de una red de prostitución y trata de personas, dicha acusación fue vertida ante la justicia federal por Lorena Cristina Martins acusando a su padre, Raúl Martins Coggiola, de "construir una estructura perfectamente desarrollada con el solo fin de cometer delitos indeterminados, para sostenerse y ampliar su imperio en la promoción y facilitación de la prostitución, y trata de personas". En la presentación judicial, Lorena Martins asegura que su padre aportó dinero en forma "de coimas" a la última campaña política. Macri se habría reunido con Martins en el local que tiene en México y en donde se ejerce la trata de personas y promoción de la prostitución, el cual se denomina "Mix Sky Lounge" (...) y organizan sus operaciones ilícitas", añadió. "Estos pagos como otros que Martins efectúa para obtener protección de sus prostíbulos en Capital Federal, los hizo en la comuna 7 que el Pro tiene en el barrio de Flores y que comanda Raúl Oscar Ríos" (expresidente de la Agencia Gubernamental de Control), según la misma denuncia.
Como vicejefa de gobierno, Vidal expresó la postura de su partido en diferentes cuestiones y protagonizó cruces con funcionarios kirchneristas. Entre ellas en enero de 2012, la ministra de Seguridad con la Nilda Garré dijo «Esta demanda de seguridad, que yo comparto, porque debe estar garantizada también la seguridad de los hospitales, en realidad debe dirigirla a las autoridades de la Ciudad Autónoma de Buenos Aires [...] Sería tan absurdo como que nosotros pidiéramos a la (Policía) Metropolitana que los edificios del gobierno nacional, por estar en la Ciudad de Buenos Aires, fueran custodiados por esa fuerza», con su sucesor Sergio Berni en 2013 Meses después se vio envuelta en una causa penal por las acusaciones de campaña sucia junto a Jaime Durán Barba, asesor de Mauricio Macri, y a otros miembros del PRO contra el candidato rival Daniel Filmus en las elecciones de 2011. El asesor del PRO y dos socios, José Garat y Rodrigo Lugones, fueron procesado por la jueza federal María Servini de Cubría, que embargó por 130.000 pesos a cada uno, imputados de violar el artículo 140 del Código Electoral. Fueron allanadas varias oficinas. Donde la Gendarmería encontró 30 computadoras secuestradas a Connectic y Tag Continental empresas vinculadas a Durán Barba y ambas con contratos con el Gobierno de la Ciudad. En principio, se hicieron unas 300 llamadas por hora desde cada computadora, que realizaron más de 9000 encuestas fraudulentas por hora y unas 100.000 por día. Sin embargo, la Corte Suprema determinó que, por una cuestión de competencias, la causa pase a la órbita de la justicia de la Ciudad de Buenos Aires, dónde se estancó y fue cerrada sin continuarse la investigación. Esta metodología sería utilizada en 2015 cuando Martín Lousteau acusó al PRO de "montar una campaña sucia" donde de igual forma que con Filmus los electores recibían llamados.
En ocasión del traspaso del gobierno nacional al porteño del Subte de Buenos Aires Vidal admitió que tenían dificultades y que «se han dado decisiones unilaterales, que no fueron consultadas». El ministro de Trabajo Carlos Tomada propuso llevar a los funcionarios porteños a la justicia para negociar. En agosto de 2012, al llamarse al paro de subtes, Vidal le mandó una carta al sindicalista Néstor Segovia expresando «intimo a Ud. y a sus representados a abstenerse de realizar declaraciones injuriosas para con el Gobierno de la Ciudad Autónoma de Buenos Aires y a que realicen los reclamos correspondientes ante la empresa concesionaria del servicio y ante el concedente». Sobre el Accidente ferroviario de Once dijo que «queremos que las responsabilidades políticas y penales se definan rápidamente, que esto no quede impune» y que estaba claro que «la inversión en los trenes y los subtes no puede esperar».
En 2013 a raíz de la inundación en la ciudad que causó cinco muertos fue denunciada penalmente, junto al entonces jefe de Gobierno porteño Mauricio Macri y otros funcionarios, por coimas y asociación ilícita, a raíz del encarecimiento y del riesgo ambiental en las obras del canal aliviador del arroyo Maldonado, que lleva adelante una constructora italiana asociada a la de Angelo Calcaterra, primo hermano de Macri. Los dirigentes opositores acumularon un total de diez cargos sobre el jefe de Gobierno. También denunciaron al ministro de Desarrollo Urbano, Daniel Chaín, del apoderado del Grupo Macri, Leonardo Maffioli. Días después sumo una nueva denuncia penal por los cargos son "estrago culposo seguido de muerte e incumplimiento de los deberes de funcionario público".
En 2013, a raíz de las inundaciones en la Ciudad Autónoma de Buenos Aires, que causaron seis muertes, fue denunciado ante el Juzgado de Instrucción Nº14, a cargo de Ricardo Luis Farías, por los delitos de "estrago e incumplimiento de los deberes de funcionario público" junto con María Eugenia Vidal; Horacio Rodríguez Larreta; y  Guillermo Montenegro. En 2014, según una denuncia penal de la ONG La Alameda, los funcionarios del PRO convirtieron un centro de jubilados, propiedad del Estado Porteño, en un local partidario de su propio partido para hacer campaña política. Ambos fueron denunciados penalmente.
En abril de 2015 fue denunciada por abuso de autoridad, violación de deberes y encubrimiento por la muerte de dos niños tras el incendio del taller clandestino de la calle Páez. También fue criticada por ausentarse de la Legislatura con el argumento de que no cumplía con su rol de vicejefa de gobierno, obligada por ley a "presidir la Legislatura, representar y conducir sus sesiones. Los datos, recopilados por la Legislatura en 2012 fue a 18 de las 33 sesiones; al año siguiente 10 de 27 a solo 9 de 39 en 2014 y una sola vez en las 19 sesiones que se desarrollaron en 2015.

## Gobierno de la provincia de Buenos Aires

### Antecedentes y campaña

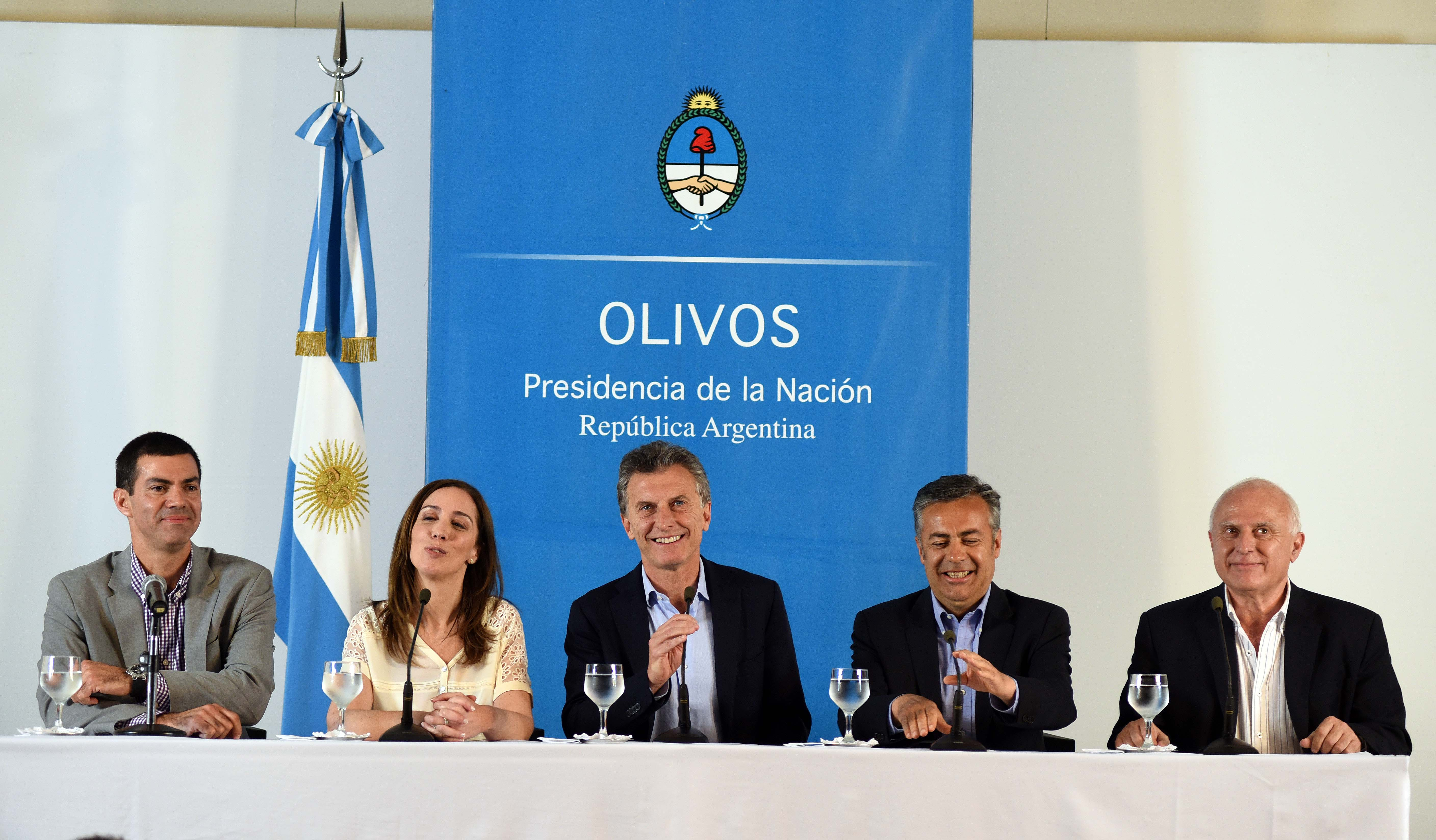
El presidente Mauricio Macri, María Eugenia Vidal y los gobernadores de Salta, Juan Manuel Urtubey, Mendoza, Alfredo Cornejo y de Santa Fe, Miguel Lifschitz, en la quinta de Olivos.

En 2013, Vidal anunció su candidatura a gobernadora por Cambiemos, junto a la de Mauricio Macri en las elecciones de 2015. En las PASO de agosto, Vidal fue la precandidata más votada pero Cambiemos obtuvo menos votos que el Frente para la Victoria debido a la interna entre Aníbal Fernández y Julián Domínguez. En las elecciones generales de octubre, Vidal obtuvo el 39,42 % de los votos y se impuso sobre el candidato del Frente para la Victoria Aníbal Fernández por más de cuatro puntos, convirtiéndose en la gobernadora electa sin embargo el candidato presidencial del Frente para la Victoria, Daniel Scioli, obtuvo el primer lugar para las presidenciales.
La campaña sería financiada por grandes empresarios, por lo que su gobierno fue caracterizado como 'capitalismo de amigos'. Tanto la empresa Techint como el Grupo Roggio financiaron parte de su campaña, tras asumir ambas empresas fueron beneficiadas con contratos públicos, entre ellas el acueducto Bahía Blanca-Río Colorado, pese a que Roggio había presentado la oferta con los costos más altos para el Estado: 6.573 millones, casi el doble de lo ofertado por la mendocina Ceosa 3368 millones fue contratada por Vidal, ese mismo mes se realizó una serie de modificaciones al Pliego de Bases y Condiciones para beneficiar al grupo Techint en obras públicas. Otras de las obras cuestionadas fue  el saneamiento de la Cuenca del Río Reconquista, por 230 millones de dólares con financiamiento del Banco Interamericano de Desarrollo, cuya obra fue adjudicada a una empresa considerada fantasma cuyas oficinas funcionaban en un organismo público y en titularidad de las empresas figuraban funcionarios del vidalismo del mismo organismo que adjudicaba más obras.

### Gestión como gobernadora de Buenos Aires
El 10 de diciembre de 2015, juró ante la Legislatura bonaerense, convirtiéndose en la primera mujer en gobernar esa provincia y la primera en encabezar una gestión no peronista en ese cargo, en 28 años.
Pocos días después de que María Eugenia Vidal asumiera como gobernadora, fue levantada la custodia de tres importantes narcos condenados por el triple crimen de General Rodríguez, que se dieron a la fuga. Uno ellos, Martín Lanatta, en plena campaña electoral había acusado a Aníbal Fernández de estar involucrado en el negocio del narcotráfico. La acusación había sido hecha pública en el marco de un informe que el periodista Jorge Lanata emitió en su programa Periodismo para todos. Aníbal Fernández acusó a Vidal de liberar a los delincuentes, en retribución «por la operación mediática, eje de la campaña de Cambiemos». La diputada de Proyecto Sur Victoria Donda también señaló como responsable de la fuga a María Eugenia Vidal.
Poco después de asumir como gobernadora, anunció que pasaría a vivir, junto a su esposo, Tagliaferro —intendente de Morón— en una residencia especial dentro del perímetro de la base aérea de Morón. Pese a que luego se separó de Tagliaferro, a que tenía a su disposición la residencia oficial de los gobernadores en La Plata y a que el artículo 130 de la Constitución de la provincia indica que el gobernador debe residir en La Plata, continuó residiendo en la vivienda de la Fuerza Aérea Argentina, alegando motivos de seguridad, como el hecho de haber sido objeto de amenazas. Varias de ellas provinieron de policías. La decisión de Vidal fue objeto de críticas debido a que utilizó fondos públicos provinciales para ampliar y embellecer su nueva vivienda.
En su primer año como gobernadora experimentó un incremento patrimonial de más del 400 % de acuerdo a los documentos presentados, era producto de la venta de la casa que poseía en Morón. Durante 2018 su patrimonio se incrementó en 424 %. En rigor, en 2017 la exmandataria bonaerense declaró un patrimonio total de $600.061, mientras que en 2018 la cifra ascendió a $3.149.082. La vivienda familiar que en la declaración jurada de 2017 figuraba con un valor fiscal de $369.634, finalmente fue vendida a un valor de mercado de $2.362.599.
En abril de 2018 la Fundación Konex le otorgó un Premio Konex - Diploma al Mérito en el rubro Administradores Públicos, compartido con otros dos dirigentes de Cambiemos, el Jefe de Gobierno porteño Rodríguez Larreta y el gobernador de la provincia de Mendoza, Alfredo Cornejo.
En 2021 salió a la luz la creación de una «Gestapo» antisindical, coordinada por su ministro de Trabajo, Marcelo Villegas, y otros altos funcionarios de su gobierno, que habría armado causas penales y habría sido utilizada para perseguir dirigentes sindicales opositores a su gestión.

### Área de economía
Vidal designó al economista Hernán Lacunza al frente del Ministerio de Economía de la provincia. Mientras que en el Banco Provincia designó a Jorge Macri, lo que causó controversia ya que al mismo tiempo se desempeñaba como intendente de Vicente López y la ley vigente prohíbe ejercer dos cargos en forma simultánea. También fue designado en la conducción un hermano de Rodríguez Larreta, calificándose estos nombramientos como nepotismo.
En 2016 Vidal junto a su ministro de Economía, Lacunza, firmó el decreto 790 que establecía un fuerte aumento del impuesto inmobiliario provincial, llegando en algunos casos a superar el 1000 por ciento.
En diciembre de 2017 la bancada de Cambiemos en la Legislatura presentó un paquete de medidas entre las cuales se incluía la suba en la edad jubilatoria para trabajadores estatales y el recorte de haberes a empleados bancarios del Banco de la Provincia de Buenos Aires. Eso provocó una airada protesta de varias agrupaciones de trabajadores como CICOP, ATE, UDOCBA, SUTEBA y La Bancaria) que realizaron una fuerte manifestación frente al parlamento provincial. La protesta fue reprimida violentamente por la policía que actuó cumpliendo órdenes expresas de la gobernadora Vidal. Los efectivos lanzaron gases lacrimógenos y dispararon escopetas con postas de gomas, acciones que dejaron varios heridos y contusos.
En 2017 un informe de la consultora económica Bloomberg, referido a la deuda de los países no desarrollados, reveló que desde fines de diciembre de 2015 hasta octubre de 2017, la provincia de Buenos Aires se endeudó por casi 9 mil millones de dólares. Durante su mandato la deuda en dólares que contrajo el Gobierno bonaerense durante la gestión de Vidal se multiplicó un 287 por ciento en pesos.
En su segundo año se estimó un déficit de por lo menos 31 000 millones, consolidando un rojo fiscal que en términos nominales era un 50% superior al heredado de la anterior gestión. También se estimó que, por cada 100 pesos que gira la provincia a los municipios, 77 van a parar a municipios oficialistas. Los partidos gobernados por Cambiemos recibieron un 19% más que los del Frente Renovador y más del doble (104%) de lo que les toca a los del opositor Frente para la Victoria. A modo de ejemplo, Avellaneda, cuyo intendente era Jorge Ferraresi, recibía $17 por habitante por año; Berazategui, gobernado por Patricio Mussi, $240 por habitante; F. Varela, gobernado por Julio Pereyra, con $255 por habitante; La Matanza, cuya intendenta era Verónica Magario, recibió $365 por habitante; todos estos son gobernador por intendentes del Frente para la Victoria. Por su parte, el partido de La Plata, cuyo intendente era el oficialista Julio Garro, recibió $5.047 por habitante por año; Pringles recibió $8924 por habitante; Arrecifes, gobernado por Javier Olaeta, se benefició con $7525 por habitante; todos ellos gobernados por intendentes de Cambiemos.
Durante su gestión el desempleo en la provincia llegó al valor más elevado en los últimos 13 años, debido al cierre de grandes empresas como Canale, VF, Villa del Sur, Siderar, La Campagnola, Zanella, Eskabe, Zanella, Cacciola, Coottaj, Lear, Loma Negra, Tsu, Lucaioli, Dánica, Arcor, Toyota, Volkswagen y Peugeot, al que se suma el cierre de unas 25 PYMEs por día. La situación fue calificada como "industricidio" por las entidades que nuclean a los pequeños y medianos empresarios.
También se criticó la utilización de fondos públicos de modo clientelar, a través del ente ejecutor del Programa Argentina Trabaja, con el manejo de 500 planes, a partir de un convenio firmado con Desarrollo Social en 2016, acuerdos con la cartera de Trabajo para la gestión de una oficina de empleo y manejo de fondos del programa El Estado en Tu Barrio a manos de Eduardo "Lalo" Creus, concejal de Cambiemos en La Matanza.
Durante la gestión de Jorge Macri el Banco Provincia aprobó créditos para empresas vinculadas al entorno presidencial, entre ellas Iecsa, la constructora de Ángelo Calcaterra, primo hermano del presidente Mauricio Macri, para la firma Caputo, de Nicolás Caputo el mejor amigo y testaferro del presidente, y para Cheeky, la firma de indumentaria de Juliana Awada y a un exclusivo colegio del country Nordelta, entre cuyos dueños figuran familiares del jefe de asesores presidenciales, José Torello. El monto principal de los beneficios a las empresas con vínculos con el macrismo fue dirigido a la constructora Iecsa, de Calcaterra, a la cual se le concedió “un margen rotativo de $ 100 millones en carácter de renovación, para ser utilizados en préstamos de intereses vencidos". Al mismo tiempo empleados del Banco Provincia denunciaron que la gestión de Vidal utilizaba la banca pública para financiar su campaña política y el pago de militantes. “Vidal dice que no hay plata, pero en el Banco se derrocha en su campaña política y pagándole el sueldo a asesores (militantes) con fondos públicos”, remarcaron en el texto enviado a la prensa. "La política ha puesto el Banco Público a su servicio, mientras los bonaerenses viven una crisis histórica". Las irregularidades se complementan con la difusión de listas con casi 200 personas que fueron nombradas por la gestión de Vidal y que son remuneradas en función de distintos contratos que las vinculan al Bapro sin que desarrollen tareas en la institución.

### Área de salud
Su gestión enfrentó una crisis hospitalaria provincial. Hacia el final de la gestión anterior se crearon las Unidades de Pronta Atención (UPA),dependencias en Moreno y Tres de Febrero.
por las cuales exgobernadora fue imputado por irregularidades. En agosto de 2019, tras perder las elecciones primarias en la provincia de Buenos Aires, la entonces gobernadora Vidal cortó los pagos de los servicios públicos en todas las escuelas, hospitales y edificios públicos, dejando con Edenor una deuda de 1700 millones de pesos. También cortó todos los pagos de infraestructura, servicios y a proveedores de salud. Eso generó un parate en toda la obra pública, dejando al siguiente gobierno 11 mil millones de pesos en obras paradas y 5 mil millones en pagos pendiente.
Al asumir en diciembre de 2015 la provincia contaba con una flota de 5 aviones y 4 helicópteros sanitarios en funcionamiento, durante su gobierno fueron sometidos a desguace y sólo funciona uno que era utilizado por Vidal para su uso personal. También se denunció que el deterioro del helicóptero sanitario Eurocopter EC145 que costo 5 millones de dólares comprado en 2013 que se encargaba del traslado de órganos, se desmanteló quedando abandonado en un galpón sin uso desde 2016.
En 2020 la provincia encontró y recuperó 24 ambulancias que, habían sido compradas y luego abandonadas en depósitos durante la gestión de Vidal. Las unidades nunca fueron entregadas para su uso ni pagadas. Durante sus dos primeros años la cantidad de madres adolescentes aumentó más del 50% en la Provincia.
Durante su gestión se produjo un aumento de la mortalidad infantil en la provincia, contrastando con el año 2015 antes de su gestión, cuando se había registrado la tasa más baja de la historia al alcanzar por primera vez un dígito. En 2017 en el Servicio Penitenciario Bonaerense, dependiente del Ministerio que dirige Ritondo, denunció que la gobernadora Vidal recortó más de 1000 empleos de distintas unidades penitenciarias en la calle, mientras que funcionarios por tener algún vínculo con los funcionarios de Cambiemos, lograron el beneficio de no ir a trabajar y cobrar el sueldo. Entre ellos se encontraba la hermana del intendente de La Plata Julio Garro que, a pesar de estar sumariada, consiguió ascensos y traslados que la beneficiaron. De los únicos dos helicópteros operativos, uno es usado de forma exclusiva por Cristian Ritondo, a 2017 la fuerza prácticamente no tiene aeronaves operativas para combatir y prevenir el delito en territorio bonaerense. Según denunció el diario, los helicópteros podrían ser puesto en condiciones por 30 millones de pesos.
- Obras de infraestructura.
- Medidas sociales de acompañamiento.
- Acceso a servicios básicos.

Durante su gestión se sucedieron varias medidas de fuerza en reclamo por mejoras salariales, contra la falta de medicamentos e insumos básicos, y por la crisis edilicia que afecta a los nosocomios. También se denunció que no se estaban ejecutando muchas partidas contempladas en el presupuesto 2016. Por ejemplo, en el rubro bienes de consumo (que incluye insumos y provisiones para hospitales), se presupuestaron para todo el año 3438 millones de pesos y, según la contaduría de la provincia, en el primer semestre solo se gastaron 839 millones. La subejecución presupuestaria también se hizo evidente en programas como VIH-Sida y Hepatitis Virales, que en el primer semestre tuvo utilización nula de los 20 millones asignados. Algo similar ocurrió con Salud Bucal, que solo utilizó 92.000 $ de los 6,1 millones; o con Prevención de las Adicciones y Violencia de Género, que gastaron 49.000 $ de los 2,3 millones presupuestados. Hasta el 30 de septiembre de 2016, revelaba una ejecución de apenas el 29% del presupuesto asignado, se detectaron faltantes de insumos sanitarios estratégicos como botiquines con medicamentos del programa REMEDIAR, preservativos y anticonceptivos orales.
Para Nicolás Kreplak, presidente de la Fundación Soberanía Sanitaria, la falta de reparto de preservativos implicó que aumentaran las enfermedades de transmisión sexual y los embarazos no deseados.
Para el programa Administración Cucaiba, organismo a cargo de regular el acceso a los trasplantes en la provincia, la ejecución fue del 3,76 %; en el caso de las partidas para “salud mental y adicciones”, no llegó al 4 %. En cuanto a “salud comunitaria y entornos saludables”, el uso de fondos marcó un 0,07 %; y para los programas de “enfermedades de transmisión sexual (ETS), VIH-sida y hepatitis virales” las planillas muestran que en seis meses no se había devengado ni uno solo de los 20 millones destinados. En el rubro “enfermedades crónicas no transmisibles”, se gastó un 5,21 % del presupuesto asignado; en “salud bucal”, 1,5 %; y en “salud de la mujer, infancia y adolescencia”, 25,5 %. Las partidas de “rehabilitación” se emplearon en un 3,5 %; las de “epidemiología e información sistematizada”, en un 0,39 %, en tanto se ejecutó el 2 % del presupuesto del programa para la “prevención y atención de la violencia familiar y de género”, que está bajo la órbita del Ministerio de Salud provincial, que encabeza Zulma Ortiz.

### Área de cultura y educación
En agosto de 2015, meses antes del inicio de su gestión, se sancionó la Ley 14777 de creación del Sistema Provincial de Bibliotecas. A partir de julio de 2016 varios responsables de bibliotecas populares alertaron sobre la falta de pago de los subsidios asignados, o que ponía en riesgo la continuidad de esos espacios públicos. Las difiicultades y los reclamos se repitieron a lo largo de su gestión. Durante su gestión se cerraron 8 colegios del delta del Paraná, semanas después el gobierno bonaerense de Vidal decidió clausurar otras 39 escuelas rurales de la Provincia a poco del comienzo del ciclo lectivo 2018, durante su gestión cerraron entre 187 y 250 escuelas.
El presupuesto para el año 2017 presentado en octubre de 2016 contemplaba una disminución de 16.533 millones de pesos en recursos destinados al área de educación. Este recorte puso en riesgo la continuidad de programas, equipos de orientación escolar, bibliotecarios y cargos docentes, entre otros. En su segundo año como gobernadora enfrentó un conflicto docente que se prolongó durante varios meses.
El programa «Acercarte», que lleva a distintas localidades espectáculos con la propaganda de la gobernadora María Eugenia Vidal, recibió fuertes críticas ya que su costo asciende a más de 2 mil millones de pesos anuales. Durante el mandato de Vidal se elaboró un manual en las escuelas bonaerenses, que según diversos periodistas y analistas se utilizó para adoctrinar niños, presentando la historia reciente del país con una mirada sesgada a favor del gobierno de Mauricio Macri. El manual contenía imágenes del mandatario y lemas partidistas de Cambiemos. Al respecto la exdiputada y pedagoga Adriana Puiggrós lo calificó como «un grosero acto de invasión del espacio educativo por parte de la publicidad de Cambiemos, en particular de Macri». Dicho manual observado por sus contenidos doctrinarios también llegaría meses después a las escuelas de Mendoza, gobernada por la alianza Cambiemos.
En febrero de 2018 se anunció el cierre de treinta y nueve escuelas rurales en el interior de la provincia, ubicadas a muchos kilómetros de la escuela más cercana, más otras diez en el delta del Paraná, cuyos alumnos quedarán obligados a viajar también varias horas de navegación a diario para recibir educación. En el mismo mes, el Sindicato Unificado de Trabajadores de la Educación de Buenos Aires (SUTEBA) denunció que el gobierno provincial había anunciado el «cese de oficio» de 3000 docentes, que percibirían una jubilación muy inferior a la que les corresponde, arguyendo que se buscaba la «optimización de recursos». También en el mes de febrero, 6000 adultos que cursaban el bachillerato en cursos especiales para mayores no pudieron comenzar sus clases porque en ese momento se les comunicó que deberán continuar sus estudios en Centros Educativos de Nivel Secundario; el Suteba informó que muchos de esos alumnos no podrán seguir sus estudios en su localidad por no existir allí esos centros educativos, mientras que la mayoría no podrá hacerlo porque el número de alumnos a relocalizar excede ampliamente la capacidad de los centros para adultos. A mediados de marzo, tras fuertes protestas en contra de estas medidas, el gobierno de Vidal dio marcha atrás con el cierre de siete de las escuelas en el Delta y de los bachilleratos para adultos.
En mayo de 2018, en una charla ante socios del Rotary Club, la gobernadora Vidal contrastó la situación de las universidades con respecto a la de los jardines de infantes, a lo que agregó que

...todos los que estamos acá sabemos que nadie que nace en la pobreza en la Argentina hoy llega a la universidad.

Estos dichos fueron duramente criticados por dirigentes universitarios, medios y docentes. Puiggrós manifestó su repudio hacia la gobernadora Vidal, afirmando que con su frase les decía a los empresarios "no hay que invertir en universidades para en los pobres que requieren becas, que requieren apoyo financiero... no inviertan, eso no da ganancia."
El 2 de agosto de 2018 explotó una garrafa en una escuela de la localidad de Moreno, Buenos Aires, causando la muerte de dos personas. La comunidad educativa denunció que se habían realizado reclamos frente a la gobernación por esta situación y no se había recibido respuesta. A raíz de dichas muertes, diputados provinciales pidieron su juicio político.

### Área de obras públicas
El gobierno provincial declaró en 2019 que “comparando esta gestión con la inmediata anterior, la obra pública se multiplicó por dos" En 2016 una de las primeras medidas de la gobernador María Eugenia Vidal sería la privatización y la  instalación de peajes en diferentes rutas provinciales, ordena do el cobro de tarifas o peaje de la autovía N° 6, “desde la Ruta Provincial N° 215 (Progresiva Km 30+500) – Ruta Nacional N° 12 (Progresiva Km 208+942), la Ruta Provincial N° 215 yla autopista Buenos Aires – La Plata.
En marzo de 2016 firmó un proyecto para instalar tres cobros de peaje en menos de 180 kilómetros de la traza de la ruta seis, lo que causó rechazo de usuarios y advertencias del Unidad de Análisis Económico Regulatorio de Concesiones Viales de la Provincia
 Tras denuncias de la oposición, la Justicia en lo Contencioso Administrativo resolvió suspender el cobro de los nuevos peajes ya que la gobernadora no había seguido los pasos legales para instalar los peajes ni contaba con aval legislativo.
Según fuentes independientes tres años después de los anuncios de Vidal, las obras contra las inundaciones del Río Salado y Río Luján no superaban el 5% de ejecución a pesar del préstamo del Banco Mundial Por la falta de realización de las obras hídricas la provincia fue multada con diez millones de dólares por el Banco Mundial.
Durante 2016, de los $3421 millones recaudados por el Gobierno para el Fondo Fiduciario de Infraestructura Hídrica con dinero procedente de impuestos a las naftas, solo se usaron $502 millones (el 15%) para el Plan de Control de Inundaciones.
En 2017, fuertes inundaciones afectaron a 8 millones de hectáreas y más de 14 millones de cabezas de ganado.

### Área de seguridad
En diciembre de 2015 al asumir nombró al comisario general Pablo Bressi cómo Jefe de la policía bonaerense, Bressi se hizo conocido cuando en el 99 fue uno de los negociadores en la toma de rehenes de la sucursal de la localidad de Villa Ramallo del Banco Nación en 1999, conocida como la “masacre de Ramallo”, en la que fueron asesinadas tres personas incluidos los rehenes, el único sobreviviente fue encontrado ahorcado en su celda. En ese momento surgieron denuncias de vinculación entre miembros de la fuerza policial y la banda que ingresó al banco.Bressi fue señalado como la persona que dio la orden de disparar a mansalva al auto en el que huían los ladrones con los rehenes. En 2004 se produjo el secuestro de Patricia Nine la hija del dueño de un conocido shopping, liberada tras un mes secuestrada.Posteriormente el padre de la mujer secuestrada, Eduardo Nine, denunció que Bressi le cobraba por mes un monto de dinero por haber rescatado a su hija tras la denuncia, fue apartado de su cargo. Para el año 2009Bressi esta vinculó con la DEA la agencia antidrogas estadounidense, siendo reincorporado a pedido d ella jueza Arroyo Salgado en la a Delegación de Drogas Ilícitas de San Isidro, dónde fue acusado de cobrar dinero a bandas de narcos a cambio de liberar zonas para la venta de droga.
La designación de Bressi cuaso repudio de la mayor parte del arco político, incluso dentro del propio gobiernos. El diputado del Frente Renovador Rubén Eslaiman dijo que la policía bonaerense “debe estar conducida por alguien que tenga currículum, no prontuario como Pablo Bress. En junio de 2016 la diputada aliada de Vidal  Elisa Carrió denunció al jefe de la bonaerense designado por Vidal, Pablo Bressi, al vincularlo con el narcotráfico y con la banda de “Mameluco” Villalba. Al respecto Carrio opinó "Lamentablemente en la Provincia tienen a uno de los cómplices del narcotráfico, que es Bressi. En su denuncia señaló que  Bressi era cómplice del célebre capo narco Villalba quien efectuaba pagos que el designado jefe de la Policía Bonaerense habría cobrado. El diario clarín informó que incluso Carrio entregó a Vidal antes de que asuma pruebas de las relaciones de Bressi con bandas narco que operaba en Morón, San Martín y Esteban Echeverría.
Sobres con coimas en la Departamental. El primero de abril de 2016, estalla el escándalo de los sobres una investigación de Asuntos Internos encontró 36 sobres con dinero en los escritorios de uno de los jefes de la Departamental de La Plata que provendrian de coimas o aportes que se conseguían en las comisarías de la capital bonaerense y terminaban en la jerarquía policial y en manos de autoridades provinciales. Ese mismo año fue denunciado ante la justicia de La Plata para que se investigue a Bressi por la presunta comisión de los delitos de usurpación de autoridad, títulos y honores, violación de los deberes de funcionario público, falsificación de documento público y asociación ilícita. Tras las denuncias públicas y las investigaciones judiciales contra Bressi Vidal salió a respaldarlo.
A mediados de 2017 jaqueada por el aumento del crimen en la provincia, el avance del narcotráfico y denuncias de corrupción Vidal finalmente desplazó a Bressi, el detonante fue la detención por narcotráfico ayer de un alto jefe policial que Bressi quería ascender.
En 2016 su gestión fue criticada porque, de 12 helicópteros de la policía bonaerense, 10 no estaban en condiciones de seguir funcionando, por estar fuera de servicio por reparaciones mayores o porque necesitan de forma urgente tareas de mantenimiento. De los únicos dos helicópteros operativos, uno es usado de forma exclusiva para actividades personales de su ministro de seguridad. Según el diario Hoy, los helicópteros podrían ser puestos en condiciones por 30 millones de pesos, cifra equivalente a lo que gasta la gobernadora en movilizarse en helicóptero desde su residencia a su oficina.
En 2017 se denunció que en el Servicio Penitenciario Bonaerense la gobernadora Vidal recortó más de 1000 empleos de distintas unidades penitenciarias y al mismo tiempo empleados con algún vínculo con los funcionarios de Cambiemos, lograron el beneficio de no ir a trabajar y cobrar el sueldo. Entre ellos se encontraba la hermana del intendente de La Plata Julio Garro que, a pesar de estar afectada por un sumario administrativo, consiguió ascensos y traslados que la beneficiaron. Según los datos oficiales publicados por la Contaduría General de la Provincia de Buenos Aires, el Ministerio de Salud provincial ejecutó durante el primer semestre de 2016 el 2.08% del total asignado al Programa de “Prevención y Atención de la Violencia Familiar y de Género”.
Vidal separó de la fuerza a 52 jefes policiales. En diciembre de 2020 tras auditorías sobre el balance del estado de la policía bonaerense que encontró tras cuatro años de gestión de Vidal  el 20% de las policías locales no tenían la preparación adecuada, que no poseían línea de mando, y que de los 20 mil efectivos son nominales (no trabajan); había 36 mil sumarios de policías es como cuando en una escuela repite el 70% del alumnado». Datos de la Procuración General bonaerense para advertir el aumento de delitos en los últimos años, la procuración negó que hubiesen desaparecido los secuestros extorsivos en territorio bonaerense como afirmó la gestión de Vidal y crítico en su informe la mala capacitación de la policía local".
En 2017 Vidal tomó la decisión de no abrir más vacantes para las policías locales que había inaugurado su antecesor, un significativo número de intendentes del interior provincial objetaron la medida y sostienen que quedarán desprotegidos ante la inseguridad. Durante su gestión se constató que murieron en cárceles bonaerenses 113 había personas. La sobrepoblación tuvo una variación porcentual de 57% en solo un año: de 198% a 310% tres de cada cuatro personas duermen en el piso o se turnan para dormir. Durante el gobierno de Vidal, en ese ámbito murieron 65 personas: 24 en 2016, 23 en 2017 y 18 en 2018. En diciembre de 2018, tes años después, la población penitenciaria se había incrementado en 42 mil personas, la superpoblación en cárceles se disparó al 113 por ciento, lo que implica que más de la mitad de las personas no tenía un espacio para dormir. Tras tres años de la gestión de Ferrari de las 483 comisarías, 255 (el 53%) se encontraban inhabilitadas por una decisión administrativa, judicial o de ambas. Desde 2015 se denuncian entre 2.500 y 3.100 hechos de torturas y malos tratos, que incluyen aislamiento, falta de asistencia a la salud, malas condiciones, falta de alimentación, impedimentos de vinculación familiar, agresiones físicas, traslados gravosos, requisas vejatorias y otras. hubo 119 fugas del programa “Casas por cárceles” y se escaparon 49 reclusos del régimen abierto y semiabierto.
Durante su gobernación la provincia registró un fuerte aumento de la inseguridad y la delincuencia, en tres años como gobernadora subieron un 63 por ciento los robos, un 55,4 por ciento las estafas, un 50 por ciento los secuestros, y los homicidios en ocasión de robo se dispararon un 25 por ciento. Entre los hechos delictivos que más aumentaron están los considerados como otros hurtos agravados con uso de arma blanca tuvieron una escalada del 63,3 por ciento anual, pasaron de 818 a 1.336 en 2018- las estafas tuvieron un incremento del 55,4 por ciento, seguido por los secuestros extorsivos, con una suba récord del 50 por ciento. Además se dispararon los delitos contra la propiedad en el territorio bonaerense, registraron una suba del 16,1 por ciento. Los hurtos se acrecentaron un 29,6 por ciento, 15.292 episodios más en un solo año; los robo tuvieron un alza del 17,2 por ciento (de 74.157 a 86.935), y el robo agravado con arma de fuego un 38 por ciento.
Según los datos oficiales publicados por la Contaduría General de la Provincia de Buenos Aires, el Ministerio de Salud provincial ejecutó durante el primer semestre de 2016 el 2.08% del total asignado al Programa de Prevención y Atención de la Violencia Familiar y de Género. En 2018 su gobierno se vería implicado en el caso del narcohelicóptero, a raíz de la aparición en Paraguay de un helicóptero oficial contratado por María Eugenia Vidal perteneciente a la policía bonaerense que apareció en Paraguay facilitando la fuga de un líder del mayor cartel narco de Brasil el Comando Vermehlo  Jorge Teófilo Samudio, el escándalo alcanzó diferentes gobiernos al punto que el ex ministro de Justicia paraguayo Julio Javier Ríos, que tuvo renunciar por la fuga de Samura, y posteriormente se presentó como su abogado. El helicóptero que fue parte de un contrato por 102 millones de pesos pagados por la administración de Vidal a un amigo y socio de Mauricio Macri, Leonardo Spokojni. El hangar por donde se fugó el líder narco pertenecía a la empres Beech Flying, la misma que hizo el transporte durante la campaña electoral de Mauricio Macri en 2015.
En 2019 fue imputada ante Juzgado Federal en Criminal y Correccional Nº1 de Lomas de Zamora por abandono de personas seguido de muerte y estrago, debido a su responsabilidad en la muerte de diez personas en la Masacre de Esteban Echeverría, la más grave de la historia de la policía bonaerense.

### Elecciones de 2019

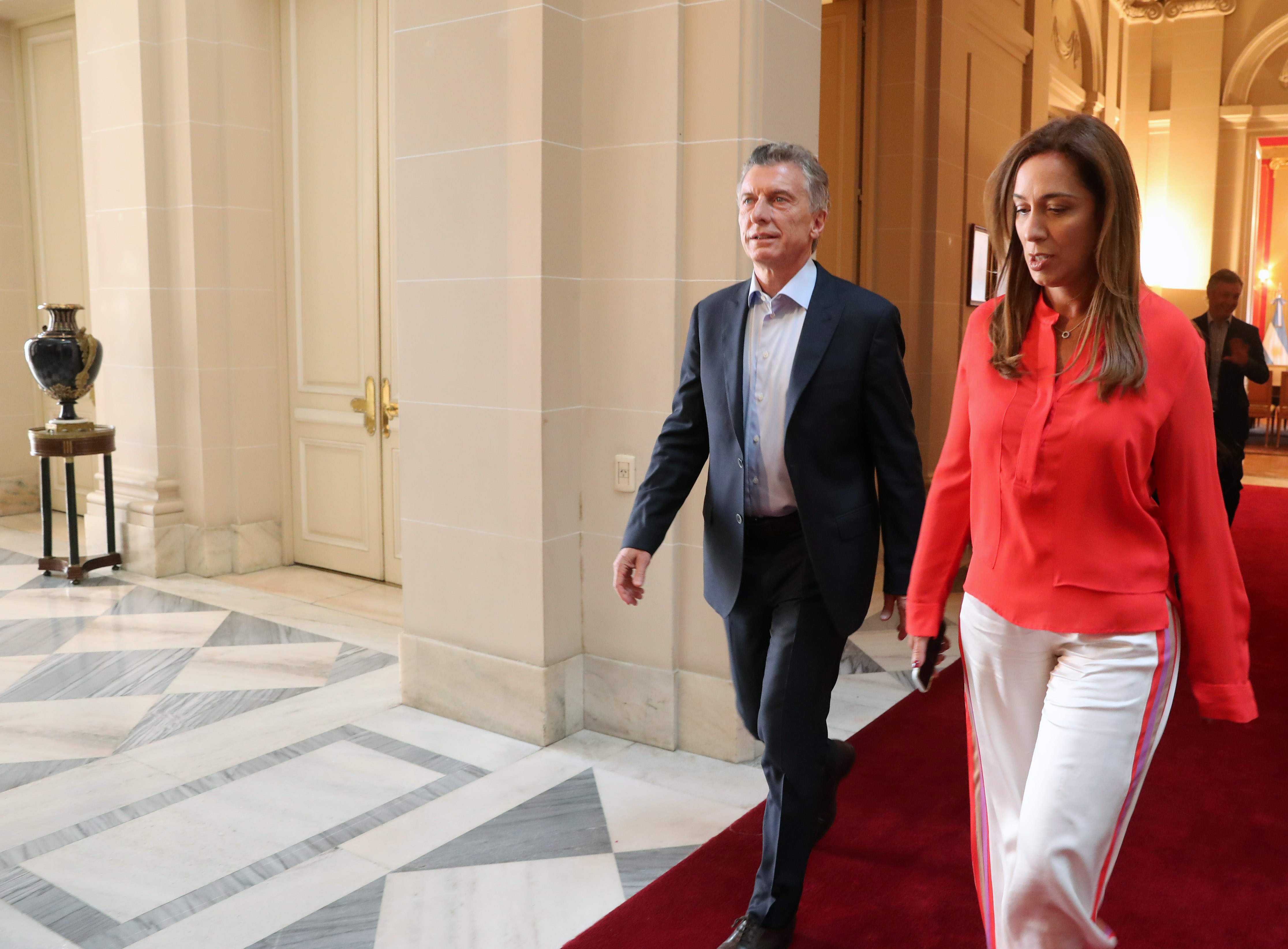
El presidente Mauricio Macri y la gobernadora Vidal en marzo de 2019.

Desde el PRO, hasta los primeros meses de 2019, no se había definido a quién proponían como candidato de la alianza Cambiemos a la Presidencia de la Nación. Pese a las repetidas ocasiones en que Macri manifestó su intención de ir por la reelección, el llamado «círculo rojo», integrado por grandes empresas, medios de comunicación e inversores nacionales y extranjeros, así como algunos sectores internos, buscaron remover la candidatura de Macri debido a su alta imagen negativa, y llevar un candidato con mayor imagen positiva, entre los que se mencionó a Vidal. El 28 de mayo de 2019, Vidal descartó ser precandidata a la presidencia y señaló que iría en busca de la reelección a la Gobernación.
En octubre de 2019, Vidal se presentó para su reelección como gobernadora con la alianza Juntos por el Cambio, pero fue derrotada por el candidato de la coalición Frente de Todos, Axel Kicillof que obtuvo el 52,10 % de los votos frente al 38,49 % obtenido por ella.

### Gabinete gubernamental
| Ministerios del Gobierno de María Eugenia Vidal    | Ministerios del Gobierno de María Eugenia Vidal | Ministerios del Gobierno de María Eugenia Vidal   |
| Cartera                                            | Titular                                         | Período                                           |
| -------------------------------------------------- | ----------------------------------------------- | ------------------------------------------------- |
| Jefatura de Gabinete de Ministros                  | Federico Salvai                                 | 10 de noviembre de 2016 - 10 de diciembre de 2019 |
| Ministerio de Gobierno                             | Federico Salvai                                 | 10 de diciembre de 2015 - 10 de noviembre de 2016 |
| Ministerio de Gobierno                             | Joaquín de la Torre                             | 10 de noviembre de 2016 - 10 de diciembre de 2019 |
| Ministerio de Economía                             | Damián Bonari                                   | 17 de agosto de 2019 - 10 de diciembre de 2019    |
| Ministerio de Economía                             | Hernán Lacunza                                  | 10 de diciembre de 2015 - 17 de agosto de 2019    |
| Ministerio de Desarrollo Social                    | Santiago López Medrano                          | 10 de diciembre de 2015 - 10 de diciembre de 2019 |
| Ministerio de Trabajo                              | Marcelo Villegas                                | 10 de diciembre de 2015 - 10 de diciembre de 2019 |
| Ministerio de Infraestructura y Servicios Públicos | Roberto Gigante                                 | 10 de noviembre de 2016 - 10 de diciembre de 2019 |
| Ministerio de Infraestructura y Servicios Públicos | Edgardo Cenzón                                  | 10 de diciembre de 2015 - 10 de noviembre de 2016 |
| Ministerio de Salud                                | Andrés Scarsi                                   | 7 de julio de 2017 - 10 de diciembre de 2019      |
| Ministerio de Salud                                | Zulma Ortiz                                     | 10 de diciembre de 2015 - 7 de julio de 2017      |
| Ministerio de Agroindustria                        | Leonardo Sarquis                                | 10 de diciembre de 2015 - 10 de diciembre de 2019 |
| Ministerio de Justicia                             | Gustavo Ferrari                                 | 6 de junio de 2016 - 10 de diciembre de 2019      |
| Ministerio de Justicia                             | Carlos Mahiques                                 | 10 de diciembre de 2015 - 6 de junio de 2016      |
| Ministerio de Seguridad                            | Cristian Ritondo                                | 10 de diciembre de 2015 - 10 de diciembre de 2019 |
| Ministerio de Gestión Cultural                     | Alejandro Gómez                                 | 10 de diciembre de 2015 - 10 de diciembre de 2019 |
| Ministerio de Ciencia, Tecnología e Innovación     | Jorge Elustondo                                 | 10 de diciembre de 2015 - 10 de diciembre de 2019 |
| Ministerio de Producción                           | Javier Tizado                                   | 18 de mayo de 2017 - 10 de diciembre de 2019      |
| Ministerio de Producción                           | Joaquín De la Torre                             | 22 de agosto de 2016 - 10 de noviembre de 2016    |
| Ministerio de Asuntos Públicos                     | Federico Suárez                                 | 13 de diciembre de 2017 - 10 de diciembre de 2019 |
| Ministerio de Coordinación y Gestión Pública       | Roberto Gigante                                 | 10 de diciembre de 2015 - 10 de noviembre de 2016 |
| Secretarías del Gobierno de María Eugenia Vidal    |                                                 |                                                   |
| Cartera                                            | Titular                                         | Período                                           |
| Secretaría General                                 | Fabián Perechodnik                              | 10 de diciembre de 2015 - 10 de diciembre de 2019 |
| Secretaría Legal y Técnica                         | José María Grippo                               | 11 de marzo de 2019 - 10 de diciembre de 2019     |
| Secretaría Legal y Técnica                         | María Fernanda Inza                             | 23 de diciembre de 2016 - 1 de agosto de 2018     |
| Secretaría Legal y Técnica                         | Julio Conte Grand                               | 10 de diciembre de 2015 - 23 de diciembre de 2016 |
| Secretaría de Derechos Humanos                     | Santiago Cantón                                 | 20 de enero de 2016 - 10 de diciembre de 2019     |
| Secretaría de Medios                               | Mariano Mohadeb                                 | 10 de diciembre de 2015 - 10 de diciembre de 2019 |
| Secretaría de Comunicación                         | Federico Suárez                                 | 10 de diciembre de 2015 - 13 de diciembre de 2017 |
| Banco Provincia                                    | Juan Curutchet                                  | 10 de diciembre de 2015 - 10 de diciembre de 2019 |
| Agencia de Recaudación (ARBA)                      | Gastón Fossati                                  | 13 de enero de 2016 - 10 de diciembre de 2019     |
| Agencia de Recaudación (ARBA)                      | Iván Budassi                                    | 10 de diciembre de 2015 - 13 de enero de 2016     |
| Asesoría General de Gobierno                       | Patricio Blanco Ilari                           | 11 de diciembre de 2017 - 10 de diciembre de 2019 |
| Asesoría General de Gobierno                       | Marcelo López Mesa                              | 19 de octubre de 2016 - 11 de diciembre de 2017   |
| Asesoría General de Gobierno                       | Gustavo Ferrari                                 | 10 de diciembre de 2015 - 6 de junio de 2016      |
| Dirección General de Cultura y Educación           | Gabriel Sánchez Zinny                           | 17 de julio de 2017 - 10 de diciembre de 2019     |
| Dirección General de Cultura y Educación           | Alejandro Finocchiaro                           | 10 de diciembre de 2015 - 17 de julio de 2017     |

## Denuncias en su contra

### Denuncias por inundaciones
En 2013 unas lluvias provocaron inundaciones en la ciudad de Buenos Aires, donde un total de diez personas perdieron la vida. A raíz de esto fueron denunciados el jefe de gobierno Mauricio Macri; la vicejefa de gobierno María Eugenia Vidal; el jefe de gabinete, Horacio Rodríguez Larreta; el ministro de Seguridad, Guillermo Montenegro; y Diego Santilli.
La Auditoría General de la Ciudad publicó un informe en el que señalan que tres obras destinadas a evitar inundaciones se encuentra paradas, en algunos casos hace tres años. La primera es la de los arroyos Vega y Medrano, en la zona de Belgrano que se inundó. La obra está en etapa de preadjudicación desde mayo de 2009. Las obras de los arroyos Vega y Medrano (Belgrano), el Erézcano y el Ochoa (Pompeya). La segunda está en manos de la constructora del sobrino de Mauricio Macri. En la tercera, la gestión PRO le adelantó a la empresa la suma de doce millones de pesos. El dinero fue entregado hace cuatro años y finalmente, la obra no la hará esa empresa. Pero el adelanto nunca fue devuelto. A raíz de ello los legisladores Milcíades Peña y Facundo Di Filippo denunciaron penalmente presuntas coimas y asociación ilícita, a raíz del encarecimiento y del riesgo ambiental en las obras del canal aliviador del Arroyo Maldonado que lleva adelante una constructora de Angelo Calcaterra y a las máximas autoridades porteñas entre ella Vidal. La presentación judicial advierte otras irregularidades en la licitación y en la ejecución de la obra

### Denuncias por blanqueo de fondos
En 2015 la web oficial del gobierno porteño indicaba que canal 4 de Posadas había cobrado 700 millones de pesos de pauta oficial de la gestión PRO de la Ciudad de Buenos Aires. Los 700 millones de pesos figuran en miles de facturas firmadas por de Godoy y María Eugenia Vidal a nombre de la emisora. El dueño del canal presentó una denuncia penal contra Miguel De Godoy, Mauricio Macri y María Eugenia Vidal ya que el dinero jamás fue recibido y el canal nunca supo que supuestamente era beneficiado de la pauta oficial de la Ciudad. Valenzuela dueño del canal respondió que no tiene pauta publicitaria del Gobierno porteño y posteriormente presentó la denuncia penal. Al respecto de la desaparición de los fondos por 700 millones de pesos expreso "Acá pueden existir varios delitos, blanqueo de fondos, falsificación de documento privado, asociación ilícita, lavado, queremos saber quién cobró, porque nosotros nos vimos involucrados”. El fiscal Delgado pidió que se investigue un supuesto "desvío millonario" de fondos que figuran como gastos de pauta oficial; en el macrismo negaron la acusación contra los funcionarios Pablo Gaytán (secretario de comunicación social) y Miguel de Godoy (secretario de Medios). Los medios en los que pautó el Gobierno porteño recibieron apenas el 8% de lo informado por la Ciudad.

### Denuncias por aportes falsos en la campaña electoral
En julio de 2018, a partir de una investigación del periodista Juan Amorín de El Destape se dio inicio a una demanda penal hacia el partido Propuesta Republicana (PRO) del que la gobernadora es la presidenta en la provincia de Buenos Aires. El motivo de la misma es la aparición de "aportantes truchos" a la campaña de la que fueron candidatos Esteban Bullrich, Graciela Ocaña, Gladys González y Héctor "Toty" Flores. Muchas personas que eran parte de cooperativas sociales (Argentina Trabaja y Ellas Hacen) figuran como aportantes en efectivo a la campaña de Cambiemos en la provincia de Buenos Aires.
La investigación apuntaba a revelar cómo Cambiemos utilizó los nombres de beneficiarios de planes sociales para falsificar aportes a la campaña política de 2015 y 2017 y afiliarlos sin su consentimiento al PRO. El empresario y excandidato del PRO en Ituzaingó Osvaldo Marasco contó que se usaron los nombres de candidatos oficialistas para «blanquear» cerca de 85 millones de pesos (aproximadamente 4,7 millones de dólares) en 2015, como «aportes privados» en 81 municipios bonaerenses. Marasco al respecto de las maniobras dijo: «El 100% de los aportes son truchos. Lo mismo con las cenas, inventaban una ‘cena de recaudación’ y decían que juntaban plata. Mentira, nadie hacía donaciones. La forma de blanquear la plata fue copiar las listas que mandamos a la junta electoral y ponerles montos de hasta 50 mil pesos». Sostuvo que todo ese dinero era manejado por el intendente de Vicente López, Jorge Macri, y Diego Santilli, junto con la gobernadora bonaerense María Eugenia Vidal y el jefe de campaña en la provincia, Federico Salvai. «Siempre estuvo Jorge Macri detrás de todo esto. La guita negra se manejaba en Av. Libertador 135 Vicente López en el complejo Al Río. Ahí tienen un búnker, funciona una municipalidad paralela y hasta hay despacho de Vidal». Además el excandidato de Cambiemos, ahora arrepentido, señaló que el dinero «proviene de coimas que sacaron de la construcción» de un complejo en Vicente López y que los funcionarios de Cambiemos «se quedaron con los pisos de arriba de una de las torres», «Además se usó la "caja política" de la ciudad de Buenos Aires en la campaña, Federico Salvai, Álex Campbell y todos los cercanos a Vidal, se manejaban con plata de "ñoquis" de la Capital Federal y todo lo manejaba el ministro Edgardo Cenzón, quien manejaba la plata negra del PRO en Capital».
El mismo día en que se vio obligada a hablar por primera vez sobre el escándalo de los aportes truchos a la campaña del PRO, Vidal se aprestó a designar como contadora general de la provincia de Buenos Aires a María Fernanda Inza, también denunciada penalmente por su presunta participación en la recaudación irregular del PRO. Además Inza fue la tesorera de la campaña legislativa del 2017. A último momento Vidal dio instrucciones a su bloque en el Senado bonaerense de que votase por Inza, el periodista Juan Amorin escribió que Inza «es creadora de las afiliaciones y los aportes falsos de 850 personas pobres en 2017, y es quien designó a su tía de 84 años como responsable en 2015». La demanda contra Inza fue presentada el 4 de julio. Al día siguiente, Vidal anunció que postularía a Inza para un puesto que dura cuatro años, y que excedía su mandato. Días más tarde Vidal le pidió la renuncia a Inza al cargo de tesorera.
El caso fue de tal notoriedad que el referente del partido español Podemos, Juan Carlos Monedero, comparó las causas de la destitución del expresidente español Mariano Rajoy con la investigación por los aportes truchos en la campaña de Cambiemos. Monedero explicó:

El caso Rajoy es idéntico a lo que revelaron en Argentina sobre los aportes truchos.[...] A medida que vaya incrementando el escándalo, la estrategia va a ser colgarle todo al contador. En España pasó lo mismo, pero la sociedad no dejó colgarse el muerto.[...] Hay responsabilidades jurídicas y políticas, en Argentina a Vidal le caben las dos.
Juan Carlos Monedero.

### Desvíos de fondos
En 2018 María Eugenia Vidal fue denunciada por desvío de fondos por más de 5500 millones que debían ser transferidos al Banco Provincia. Se desconoce el destino de los fondos, que según la denuncia, habían sido cobrados en efectivo, y reemplazados irregularmente con una letra del tesoro bonaerense. La denuncia penal refiere al presunto delito de malversación de fondos que correspondían a la caja jubilatoria del banco, y habrían sido utilizados para gastos corrientes del Estado.

### Causa "Gestapo antisindical"
En enero de 2022 la fiscal federal de La Plata, Ana Miriam Russo, pidió la imputación de María Eugenia Vidal por la causa "Gestapo antisindical" cosa que el juez de la causa, Ernesto Kreplak, aceptó. Según se denuncia, el macrismo armaba causas judiciales destinadas a perseguir y encarcelar a gremialistas durante el gobierno de Juntos por el Cambio en la provincia de Buenos Aires.
En el expediente judicial en donde se investiga la Gestapo antisindical surge claramente la responsabilidad de Vidal y sus ministros, como así también altos directivos de la Agencia Federal de Inteligencia (AFI) y empresarios de la construcción bonaerenses.

## Conflictos durante su gobierno
Durante su gobierno ocurrieron múltiples incidentes con trabajadores despedidos que fueron reprimidos duramente. La respuesta represiva fue empleada desde el comienzo de su gestión como gobernadora, puesto que ya el 7 de enero de 2016, a pocos días del inicio de la gestión Cambiemos sucedió la primera en la localidad de La Plata.
En enero de 2016, una manifestación en la ciudad de La Plata contra el intendente de esa ciudad fue violentamente reprimida con balas de goma y gases por la policía provincial, con el saldo de cuatro detenidos y diecisiete heridos, entre ellos una mujer que recibió nueve balas de goma por la espalda.
En marzo de 2016 en el marco de reclamos salariales, gremios docentes se manifestaron frente a la sede de la Dirección de Escuelas, manifestación que fue reprimida por orden del gobierno de María Eugenia Vidal, por medio de la Policía Bonaerense que usó contra los manifestantes gas pimienta y balas de goma, dejando un saldo de varias personas heridas, entre ellas un hombre y una mujer con fracturas múltiples.
En octubre de 2016 un conflicto en el transporte público de pasajeros generado a raíz de los múltiples despidos que venían ocurriendo desembocó en una manifestación que fue brutalmente reprimida dejando un saldo de varios heridos y 26 detenidos que fueron llevados a una comisaría de la ciudad de Hornos.
En julio de 2017, a raíz del cierre de una planta de la embotelladora PepsiCo, los trabajadores despedidos tomaron la plata en protesta de lo que ellos acusaban como un cierre fraudulento. Numerosos efectivos de la policía procedieron de inmediato al desalojo de la planta. El conflicto fue tan violento que dejó numerosos heridos, incluso una agente policial sufrió la fractura expuesta de tibia y peroné luego de que le arrojaran un banco desde los techos durante los incidentes. El ministro de Seguridad bonaerense, Cristian Ritondo como la misma gobernadora justificaron la brutalidad.
En julio de 2017, la policía intervino reprimiendo a jóvenes que festejaban el Día del Amigo en la plaza de la ciudad de Luján, con golpes, uso de gas pimienta y detenciones arbitrarias. Luego los detenidos fueron amenazados en la comisaría.
En enero de 2018 el gobierno de Vidal decidió despedir a un gran número de trabajadores de la salud que trabajaban en el Hospital Nacional Profesor Alejandro Posadas, uno de los hospitales más grandes de la provincia. A raíz de los despidos masivos que afectaron tanto a médicos y enfermeros como a personal de laboratorio y auxiliares, los trabajadores apoyados por los gremios iniciaron una protesta que fue reprimida violentamente por efectivos policiales por orden de la gobernadora Vidal.
En mayo de 2018 debido a los conflictos en la empresa avícola Tres Arroyos que dejó cesantes a 1100 empleados, obreros damnificados iniciaron una protesta reclamando salarios caídos y cesantías. La gobernadora ordenó la represión a los manifestantes mediante la participación de 2.000 efectivos de Gendarmería Nacional con el saldo de varios heridos y detenidos. En el operativo se utilizaron camiones hidrantes y se dispararon armas con balas de goma.
En agosto de 2018 a raíz de múltiples despidos y ante el posible cierre de la planta de Astilleros Río Santiago los trabajadores se movilizaron en defensa de sus puestos de trabajo, llegando al extremo de intentar ingresar por la fuerza al edificio de la gobernación. La respuesta del gobierno fue la represión con balas de goma y gases lacrimógenos que ocasionó una verdadera batalla campal, con piedrazos, palos y tornillos contra el cerco policial y la gobernación. Los incidentes dejaron el saldo de varios manifestantes detenidos y personas heridas, tanto entre los efectivos policiales como entre los manifestantes, uno de ellos atropellado por un patrullero de la Policía Bonaerense.

## Diputada Nacional (2021-2025)
El 10 de julio de 2021 tras finalizar el mandato como gobernadora de la Provincia de Buenos Aires en 2019, la coalición Juntos por el Cambio anunció que Vidal sería la primera precandidata a diputada nacional por CABA por la lista "Juntos Podemos Más", y la secundaría Martín Tetaz. La lista encabezada por María Eugenia Vidal, que recibió el apoyo del Jefe de Gobierno de la Ciudad, Horacio Rodríguez Larreta, se impuso en la interna de JxC, con el 68,5% de los votos de la coalición gobernante en CABA dirigidos a su lista.
En las Elecciones legislativas de Argentina del 14 de noviembre de 2021, Vidal resultó electa Diputada de la Nación Argentina por la Ciudad Autónoma de Buenos Aires, con mandato del 10 de diciembre de 2021 a dicha fecha de 2025, con el 47,1% de los votos afirmativos dirigidos a Juntos por el Cambio en la Ciudad de Buenos Aires, 22 puntos porcentuales más que la lista encabezada por Leandro Santoro.

## Opiniones personales
Vidal está a favor de la Asignación Universal por Hijo, programa adoptado por la gestión de Cristina Fernández como Presidenta de la Nación Argentina. Respecto a la incorporación del voto opcional para jóvenes de dieciséis y diecisiete años: se encuentra a favor, con ciertos «temores» de acuerdo al tema. También ha opinado en temas como el matrimonio igualitario o la despenalización del aborto, en el primer caso manifestándose a favor y en el segundo en contra, dado ella cree que «hay vida intrauterina».
Con respecto a la salud pública expresó que no iba a inaugurar más hospitales ya que: «Construir un edificio es la parte más fácil. Lo que vale la pena es poner equipamiento de última generación, que haya insumos, enfermeras y médicos. No voy a abrir hospitales nuevos porque es una estafa a la gente. Aunque no sea políticamente correcto, no me interesa cortar cintas».
Acerca de las universidades públicas en 2018 opinó: «¿Es equidad que durante años hayamos poblado la provincia de universidades públicas cuando todos los que estamos acá sabemos que nadie que nace en la pobreza en la Argentina hoy llega a la universidad? ¿Y cuando todos los que estamos acá sabemos que no hay una sola provincia del país, ni siquiera la Ciudad de Buenos Aires, que es la que tiene mejores indicadores en educación, que pueda garantizar el jardín de infantes público a todos lo que lo necesitan y que en esos años lo que enseñemos, y la comida que les demos, les van a definir sus capacidades por el resto de la vida, entre otras, de poder tener una carrera pública en la universidad?».

## Vida personal
Está separada de Ramiro Tagliaferro (con quien se casó en 1998), ex intendente del partido de Morón e integrante del PRO, con quien tiene tres hijos: Camila, María José y Pedro. En 2020 inició una relación con el periodista Enrique Sacco, viudo de la también periodista Débora Pérez Volpin, con quien se casó en 2023.

## Distinciones
En 2018 recibió el Premio Konex, en reconocimiento de su trayectoria durante la última década en la categoría Administradores Públicos.